# Corresa
|  | Per a altres significats, vegeu «Corrèze». |

La Corresa (19) (en francès Corrèze i en occità Corresa) és un departament francès situat a la regió Nova Aquitània. El departament de Corresa va ser creat durant la Revolució Francesa, el 4 de març de 1790, a partir d'una part de l'antiga província del Llemosí.